# Skoky do vody na mistrovství Evropy v plaveckých sportech 2010
Skoky na Mistrovství Evropy v plavání 2010 byly součástí Mistrovství Evropy v plaveckých sportech, které se konalo ve dnech 4. srpna – 15. srpna 2010 v Maďarsku. Dále je uveden přehled medailistů v jednotlivých soutěžích ve skocích do vody. 

## Muži

### 1 metr – odrazový můstek
| # | Jméno            | Stát | Výkon       |
| - | ---------------- | ---- | ----------- |
|   | Illya Kvasha     | UKR  | 433,90 bodů |
|   | Patrick Hausding | GER  | 430,25 bodů |
|   | Javier Illana    | ESP  | 414,35 bodů |

### 3 metry – odrazový můstek
| # | Jméno             | Stát | Výkon       |
| - | ----------------- | ---- | ----------- |
|   | Patrick Hausding  | GER  | 463,20 bodů |
|   | Ilja Zacharov     | RUS  | 458,15 bodů |
|   | Yevgeni Kuznetsov | RUS  | 455,80 bodů |

### 3 metry – odrazový můstek – synchronizovaně
| # | Jméno                                  | Stát | Výkon       |
| - | -------------------------------------- | ---- | ----------- |
|   | Ukrajina Illya Kvasha Oleksiy Prygorov | UKR  | 431,67 bodů |
|   | Německo Stephan Feck Patrick Hausding  | GER  | 427,95 bodů |
|   | Rusko Dmitri Sautin Yuriy Kunakov      | RUS  | 410,43 bodů |

### 10 metrů – rampa
| # | Jméno            | Stát | Výkon       |
| - | ---------------- | ---- | ----------- |
|   | Sascha Klein     | GER  | 534,85 bodů |
|   | Patrick Hausding | GER  | 516,45 bodů |
|   | Vadim Kaptur     | BLR  | 515,80 bodů |

### 10 metrů – rampa synchronizovaně
| # | Jméno                                     | Stát | Výkon       |
| - | ----------------------------------------- | ---- | ----------- |
|   | Německo Sascha Klein Patrick Hausding     | GER  | 478,11 bodů |
|   | Rusko Victor Minibaev Ilja Zacharov       | RUS  | 466,95 bodů |
|   | Bělorusko Timofei Hordeichik Vadim Kaptur | BLR  | 426,03 bodů |

## Ženy

### 1 metr – odrazový můstek
| # | Jméno                   | Stát | Výkon       |
| - | ----------------------- | ---- | ----------- |
|   | Tania Cagnotto          | ITA  | 299,70 bodů |
|   | Anna Lindberg           | SWE  | 293,70 bodů |
|   | Anastasija Pozdňakovová | RUS  | 282,65 bodů |

### 3 metry – odrazový můstek
| # | Jméno                   | Stát | Výkon       |
| - | ----------------------- | ---- | ----------- |
|   | Nadezhda Bazhina        | RUS  | 324,10 bodů |
|   | Anastasija Pozdňakovová | RUS  | 316,40 bodů |
|   | Nóra Barta              | HUN  | 291,75 bodů |

### 3 metry – odrazový můstek – synchronizovaně
| # | Jméno                                            | Stát | Výkon       |
| - | ------------------------------------------------ | ---- | ----------- |
|   | Itálie Tania Cagnotto Francesca Dallapè          | ITA  | 327,90 bodů |
|   | Ukrajina Olena Fedorova Hanna Pysmenska          | UKR  | 312,00 bodů |
|   | Rusko Anastasija Pozdňakovová Svetlana Filippova | RUS  | 307,50 bodů |

### 10 metrů – rampa
| # | Jméno           | Stát | Výkon       |
| - | --------------- | ---- | ----------- |
|   | Christin Steuer | GER  | 354,50 bodů |
|   | Noémi Bátki     | ITA  | 343,80 bodů |
|   | Yulia Koltunova | RUS  | 340,45 bodů |

### 10 metrů – rampa synchronizovaně
| # | Jméno                                           | Stát | Výkon       |
| - | ----------------------------------------------- | ---- | ----------- |
|   | Německo Christin Steuer Nora Subschinski        | GER  | 319,68 bodů |
|   | Ukrajina Iulia Prokopchuk Alina Chaplenko       | UKR  | 306,30 bodů |
|   | Velká Británie Monique Gladding Megan Sylvester | GBR  | 300,66 bodů |

## Týmy

### Týmová soutěž
| # | Jméno                                 | Stát | Výkon       |
| - | ------------------------------------- | ---- | ----------- |
|   | Německo Christin Steuer Sascha Klein  | GER  | 398,15 bodů |
|   | Rusko Yulia Koltunova Ilja Zacharov   | RUS  | 396,35 bodů |
|   | Francie Claire Febvay Matthieu Rosset | FRA  | 381,00 bodů |